# 藤原伊成
藤原 伊成（ふじわら の これなり）は、平安時代中期の貴族。藤原北家、権中納言・藤原義懐の子。官位は従五位上・左近衛少将。

## 経歴
『権記』によると、長保2年（1000年）兄・成房の舎弟であった薬壽が加冠し、内蔵頭・藤原陳政が理髪を行ったとの記事があり、これが伊成を指す可能性がある。
長保4年（1002年）の成房の出家を経て、長保5年（1003年）までに左兵衛権佐に任ぜられ、同年3月には従兄弟にあたる藤原行成の許を訪れた人物として『権記』に登場する。寛弘4年（1007年）右中弁・藤原経通、侍従・藤原能信らと共に昇殿を許される。のち、寛弘5年（1008年）右近衛少将、寛弘6年（1009年）左近衛少将と引き続き武官を歴任する。
同年11月末に中宮（土御門邸）で行われた敦良親王（のち後朱雀天皇）の誕生五夜の産養に際して、伊成は右兵衛佐・藤原能信から罵倒される内にその責めに耐えられず、笏で能信の肩を殴りつけた。これによって蔵人・藤原定輔は伊成を縁側から突き落とし、能信の家人を召し集め、髪を捕らえて俯せに踏みつけ、松明をもって殴り押さえつけたとされる。この凌辱事件が原因で伊成は12月1日に出家した。

## 官歴
- 長保5年（1003年） 3月20日：見左兵衛権佐[2]
- 寛弘3年（1006年） 正月6日：従五位上[6]
- 寛弘5年（1008年） 正月28日?：右近衛少将[7]
- 寛弘6年（1009年） 11月29日：見左近衛少将[8]。12月1日：出家[9]

## 系譜
『尊卑分脈』による。
- 父：藤原義懐
- 母：藤原為光の長女